# 第29回主要国首脳会議

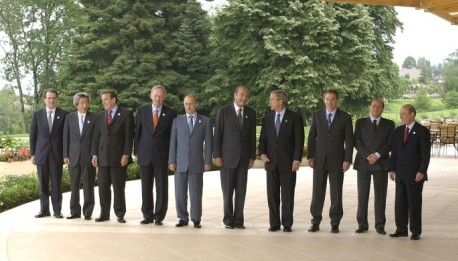
エヴィアン・サミットに出席した各国の首脳

第29回主要国首脳会議（だい29かいしゅようこくしゅのうかいぎ）は、2003年6月1日から3日までフランスのオート＝サヴォワ県エヴィアン＝レ＝バン（エヴィアン）で開催された主要国首脳会議。通称エヴィアン・サミット。

## 出席首脳
出席首脳の一覧
- ジャック・シラク（議長・フランス共和国大統領）
- ジョージ・W・ブッシュ（アメリカ合衆国大統領）
- トニー・ブレア（イギリス首相）
- ゲルハルト・シュレーダー（ドイツ連邦首相）
- 小泉純一郎（日本国内閣総理大臣）
- シルビオ・ベルルスコーニ（イタリア首相）
- ジャン・クレティエン（カナダ首相）
- ウラジーミル・プーチン（ロシア連邦大統領）